# Кнукур (Свуйной)
Кнукур (на фарьорски: Knúkur) е връх разположен на остров Свуйнов, Фарьорски острови, Дания. Височината му е 463 m н.в.